# القيادة السيبرانية للولايات المتحدة
القيادة السيبرانية للولايات المتحدة (بالإنجليزية: United States Cyber Command)‏ وتعرف اختصارا ب (بالإنجليزية: USCYBERCOM)‏، هي واحدة من عشر قيادات عسكرية تابعة لوزارة الدفاع الأمريكية. تتجلى وظيفة القيادة في توحيد عمليات الفضاء الإلكتروني، وتعزيز قدرات الأمن المعلوماتي لوزارة الدفاع وخبرتها في هذا المجال.
تم إنشاء القيادة الإلكترونية الأمريكية في منتصف عام 2009 بمقر وكالة الأمن القومي في فورت ج ميد، ماريلاند. تنسق القيادة في عملها مع شبكات وكالة الأمن القومي، ويرأسها مدير وكالة الأمن القومي منذ إنشائها. على الرغم من أن القيادة تم إنشاؤها في الأصل لأغراض دفاعية، إلا أنها يُنظر إليها على أنها قوة هجومية. في 18 أغسطس 2017، تم الإعلان عن ترقية القيادة إلى مستوى القيادة القتالية الموحدة الكاملة والمستقلة. تمت الترقية بشكل رسمي في 4 مايو 2018.

## الآثار الدولية وردود الفعل
يبدو أن إنشاء القيادة الإلكترونية الأمريكية قد حفز البلدان الأخرى ٌلإنشاء قوات خاصة بها في هذا المجال. في ديسمبر 2009، أعلنت كوريا الجنوبية إنشاء قيادة الحرب الإلكترونية. يقال أن هذا القرار، هو كرد فعل على إنشاء كوريا الشمالية وحدة حرب إلكترونية. بالإضافة إلى ذلك، بدأت وكالة مكاتب الإتصالات الحكومية البريطانية في إعداد قوة مهام إلكترونية. علاوة على ذلك، فقد حفز الاهتمام العسكري بالحرب الإلكترونية على إنشاء أول مركز استخبارات للأمن السيبيراني في الولايات المتحدة. في عام 2010، أعلنت الصين وحدة مخصصة للحرب الإلكترونية وأمن المعلومات الدفاعي.

## العمليات
في يونيو 2019، اعترفت روسيا بأنه «ممكن» أن تكون شبكتها الكهربائية قد تعرضت لهجوم إلكتروني من الولايات المتحدة. ذكرت صحيفة نيويورك تايمز أن قراصنة تابعين للقيادة الإلكترونية الأمريكية قاموا بزرع برامج ضارة يُحتمل أن تكون قادرة على تعطيل الشبكة الكهربائية الروسية.

## القادة
| الرقم       | الصورة | الرتبة  | الاسم           | الخدمة                           | بداية الفترة | نهاية الفترة |
| ----------- | ------ | ------- | --------------- | -------------------------------- | ------------ | ------------ |
| 1.          |        | الجنرال | كيث بي. الكسندر | القوات البرية للولايات المتحدة   | 21 مايو 2010 | 28 مارس 2014 |
| (بشكل مؤقت) |        | ملازم   | جون ديفيس       | قوات مشاة بحرية الولايات المتحدة | 29 مارس 2014 | 2 أبريل 2014 |
| 2.          |        | أدميرال | مايكل روجرز     | البحرية الأمريكية                | 3 أبريل 2014 | 4 مايو 2018  |
| 3.          |        | الجنرال | بول ناكاسوني    | القوات البرية للولايات المتحدة   | 4 مايو 2018  | إلى الآن     |

منصب نائب القائد شاغر حاليا.

## روابط خارجية
- الموقع الرسمي للقيادة الإلكترونية الأمريكية